# Objectes artificials a la superfície de Mart
En la següent taula es pot veure una llista d'objectes artificials a la superfície de Mart. La taula mostra només les sondes i naus enviades des de la Terra. No mostra els objectes més petits, com fragments, paracaigudes, escuts tèrmics i qualsevol altra part de una nau que estigui a Mart a conseqüència de l'arribada de la missió.
La gran majoria estan en desús, però els rovers Opportunity i Curiosity continuen funcionant al 2017. El Curiosity és l'objecte artificial més recent en aterrar a Mart.

## Llegenda
| Colors | Colors                 |
| ------ | ---------------------- |
|        | No va retornar dades   |
|        | Va transmetre dades    |
|        | Encara en funcionament |

## Taula d'objectes
En aquest llistat, es dona per suposat que cada missió va deixar restes segons el seu disseny. Per exemple, l'aterrador Schiaparelli va explotar en impactar amb la superfície, creant un nombre indeterminat de fragments a una localització. A un altre lloc pot haver un escut tèrmic, i a un altre un paracaigudes. També hi ha sondes de les quals es desconeix la localització exacta, per exemple la Mars 2, Mars 3 o Mars 6.
Els orbitadors que poden acabar finalment caient sobre la superfície (veure Deteriorament orbital) són, per exemple: els orbitadors de les Viking 1 i 2, MRO, 2001MO, ME, MGS, Phobos 2, els orbitadors de les Mars 2, Mars 3 i Mars 5 i la Mariner 9 (veure Orbitadors de Mart).
| Objecte artificial                                 | Imatge                       | Nacionalitat                    | Any d'aterratge              | Massa (kg) | Estatus | Localització                                                                    |
| Marsnik 2                                          |                              | Unió Soviètica                  | 1971                         | 1210       | Va fallar durant el descens; es va estavellar contra la superfície.                                                | Estimat a 45° S, 313° O / 45°S,313°O                                            |
| Marsnik 3                                          |                              | Unió Soviètica                  | 1971                         | 1210       | La transmissió de dades va fallar als 14,5 segons després d'aterrar.                                               | Estimat a Terra Sirenum, 45° S, 158° O / 45°S,158°O                             |
| Marsnik 6                                          |                              | Unió Soviètica                  | 1973                         | 635        | Va enviar dades durant 224 segons durant el descens però es va perdre el contacte abans d'arribar a la superfície. | Estimat a Margaritifer Terra, 23° 54′ S, 19° 25′ O / 23.90°S,19.42°O            |
| Aterrador del Viking 1                             |                              | Estats Units                    | 1976                         | 657        | Va operar 2245 sols. L'últim contacte va ser l'onze de novembre de 1982.                                           | Chryse Planitia, 22° 41′ 49″ N, 48° 13′ 19″ O / 22.697°N,48.222°O               |
| Aterrador del Viking 2                             |                              | Estats Units                    | 1976                         | 657        | Va operar 1281 sols. L'últim contacte va ser l'onze d'abril de 1980.                                               | Utopia Planitia, 48° 16′ 08″ N, 225° 59′ 24″ O / 48.269°N,225.990°O             |
| Aterrador del Mars Pathfinder i el rover Sojourner |                              | Estats Units                    | 1997                         | 360        | Va operar 83 sols. L'últim contacte va ser el 27 de setembre de 1997.                                              | Ares Vallis, 19° 20′ N, 33° 33′ O / 19.33°N,33.55°O                             |
| Mars Climate Orbiter                               |                              | Estats Units                    | 1999                         | 629        | Destruït per la fricció i l'estrès atmosfèric.                                                                     | Desconeguda                                                                     |
| Mars Polar Lander i Deep Space 2                   |                              | Estats Units                    | 1999                         | 500        | Fallada desconeguda durant el descens; es va estavellar a la superfície.                                           | Estimat a Ultimi Scopuli, 76° S, 195° O / 76°S,195°O                            |
| Beagle 2                                           |                              | Regne Unit                      | 2003                         | 33.2       | Va aterrar bé; els panells solars van fallar i no es van desplegar.                                                | Isidis Planitia, 11° 31′ 35″ N, 90° 25′ 46″ E / 11.5265°N,90.4295°E             |
| Spirit (MER-A)                                     |                              | Estats Units                    | 2004                         | 185        | Va operar 2210 sols. L'últim contacte va ser el 22 de març de 2010.                                                | Cràter Gússev, 14° 34′ 18″ S, 175° 28′ 43″ E / 14.5718°S,175.4785°E             |
| Opportunity (MER-B)                                |                              | Estats Units                    | 2004                         | 185        | Encara operatiu, 7655 sols.                                                                                        | Meridiani Planum, 1° 56′ 46″ S, 354° 28′ 24″ E / 1.9462°S,354.4734°E            |
| Phoenix Mars Lander                                |                              | Estats Units                    | 2008                         | 350        | Va operar 155 sols. L'últim contacte va ser el 2 de novembre de 2008                                               | Vastitas Borealis, 68° 09′ N, 125° 54′ O / 68.15°N,125.9°O                      |
| Mars Science Laboratory (Curiosity)                |                              | Estats Units                    | 2012                         | 900        | Encara operatiu, 4622 sols.                                                                                        | Aeolis Palus al cràter Gale, 4° 36′ 0″ S, 137° 12′ 0″ E / 4.60000°S,137.20000°E |
| Schiaparelli                                       |                              | Europa (ESA) Rússia (Roscosmos) | 2016                         | 577        | Probablement destruït amb l'impacte; va transmetre telemetria durant el descens.                                   | Meridiani Planum                                                                |
| Massa total estimada (en kg)                       | Massa total estimada (en kg) | Massa total estimada (en kg)    | Massa total estimada (en kg) | 9,880      | |                                                                                 |

## Galeria
- Sonda Marsnik 3 
 (1971)
- Sonda Viking 
 (1976)
- Sonda Mars Pathfinder 
 (1997)
- Sonda Mars Polar Lander 
 (1999)
- Sonda Deep Space 2 
 (1999)
- Sonda Spirit (MER-A) 
 (2004)
- Sonda Phoenix 
 (2008)
- Rover Curiosity 
 (2012)